# Йохан Фридрих II фон Хардег
Йохан Фридрих II фон Хардег (на немски: Johann Friedrich II Graf zu Hardegg auf Glatz und im Machlande; * 1636; † 1703) е граф от род Хардег в Глац и в Махланде в Долна Австрия.

## Произход
Той е син, наследник, на граф Юлиус III фон Хардег (1594 – 1684) и първата му съпруга графиня Йохана Сузана фон Хардег-Глац-Махланде († 1639), дъщеря на граф Йохан Вилхелм фон Хардег-Глац-Махланде († 1635) и Естер-Елизабет фон Херберщайн († 1612). Баща му се жени втори път за Мария Барбара Тойфел, фрайин фон Гундерсдорф († 1662). Сестра му Естер фон Хардег-Глац (1634 – 1676) е омъжена на 9 февруари 1662 г. във Виена за граф Хайнрих I Ройс фон Шлайц (1639 – 1692).
Йохан Фридрих II фон Хардег умира на 67 години през 1703 г. След смъртта му фамилията Хардег се дели на линиите Щетелдорф ам Ваграм и Зефелд.

## Фамилия
Йохан Фридрих II фон Хардег се жени на 10 февруари 1675 г. във Виена за графиня Кресценция фон Брандис (* 31 август 1652; † 7 януари 1731), дъщеря на граф Йохан фон Брандис (1620 – 1658) и Катарина Елизабет фон Квестенберг (* 1625). Те имат двама сина:
- Йохан Юлиус IV Адам фон Хардег (* 6 февруари 1676; † 5 март 1746), граф на Хардег в Глац и в Махланде, женен за графиня Мария Барбара фон Хоенфелд, фрайин на Айщерсхайм (* 17 ноември 1676, Виена; † 15 октомври 1756, Виена); имат син и дъщеря
- Йохан Конрад Фридрих фон Хардег (* 13 март 1677; † 10 февруари 1721), граф на Хардег в Глац и в Махланде, женен на 22 януари 1706 г. за Клара Хедвиг фон Крам (* 18 януари 1688; † февруари 1743); имат син